# Сер-Сандфорд
Сер-Сандфорд (англ. Mount Sir Sandford) — гора в Північній Америці, висотою — 3519 метрів. Розташована на південному сході провінції Британська Колумбія, на південному заході Канади.

## Географія
Гора розташована у підхребті Сер-Сандфорд, гірського хребта Біг-Бенд в горах Селкірк (Колумбія), за 11 км на захід — південний захід від рукава Голден Арм озера Кінбаскет, та за 275 км на захід — північний захід від міста Калгарі. Перше сходження здійснили у 1912 році Говард Палмер, Е.В.Д. Голлвей, Рудольф Емер, Едвард Фейз. Вершина названа на честь знаменитого шотландсько-канадського інженера сера Сендфорда Флемінга, який створив залізничну мережу Канади і є одним з авторів сучасної системи часових поясів.
Абсолютна висота вершини 3519 метрів над рівнем моря (40-ва за висотою гора Канади). Відносна висота 2703 м, за іншими даними — 2707 м. За цим показником вона займає 27-ме місце у Північній Америці та 10-те у Канаді. Топографічна ізоляція вершини відносно найближчої вищої гори Колумбія (3741 м) — друга за висотою гора Скелястих гір, становить 61,62 км.